# 杜亚勇
杜亚勇，男，中國共產黨黨員，中華人民共和國人民武裝警察部隊少將警銜。

## 生平
歷任中共十九大代表、中國人民武裝警察部隊海南省總隊司令員兼海南省委政法委委員、武警青海省总队原参谋长 等職務